# Mercado Novo (Belo Horizonte)
O Mercado Novo é um mercado municipal localizado na cidade brasileira de Belo Horizonte. Situa-se à Avenida Olegário Maciel, no centro da cidade, e tem atravessado um processo de revitalização. É conhecido como "Mercado Novo" pois foi inaugurado após o Mercado Municipal de Belo Horizonte.

## Histórico
O Mercado Novo foi inaugurado em 1960 na cidade de Belo Horizonte.